# Popis aleksandrijskih patrijarha
Aleksandrijski patrijarh (također poznat kao Aleksandrijski biskup ili papa iz Aleksandrije) najviši je egipatski biskup. Loza aleksandrijskih patrijarha ide sve od Marka Evanđelista.
Nakon četvrtog ekumenskog sabora koji se održao u Kalcedonu 451. godine, u Egiptu se dogodio raskol između onih koji su prihvatili i onih koji su odbili odluke Sabora. Prvi su poznati kao Kalcedonci, dok su potonji poznati kao Miafiziti. Tijekom sljedećih nekoliko desetljeća, te dvije frakcije su se natjecale za tron aleksandrijskoga patrijarha, iako su često priznavale istog patrijarha.
 No, nakon 536. godine, trajno su se razdvojili i uspostavili odvojene patrijaršije, te su od tada održavali novouspostavljene rodove patrijaršija. Miafiziti su postali Koptska pravoslavna Crkva (dio Orijentalne pravoslavne Crkve), a Kalcedonci su postali Grčka pravoslavna Crkva Aleksandrije (dio šire pravoslavne Crkve).
Stoga, ovaj popis sadrži samo one pape i patrijarhe koji su služili prije 536. godine. Za kasnije pape i patrijarhe slijedite poveznicu na dnu ove stranice.

## I. stoljeće
| Redni broj                                           | Papa/Patrijarh                                       | Ime prije početka pontifikata latinski • grčki • arapski (mjesto rođenja) | Vrijeme pontifikata                                  | Bilješke |
| Pape i patrijarsi Aleksandrije od 43. do 536. godine | Pape i patrijarsi Aleksandrije od 43. do 536. godine | Pape i patrijarsi Aleksandrije od 43. do 536. godine                      | Pape i patrijarsi Aleksandrije od 43. do 536. godine | Pape i patrijarsi Aleksandrije od 43. do 536. godine |
| ---------------------------------------------------- | ---------------------------------------------------- | ------------------------------------------------------------------------- | ---------------------------------------------------- | --- |
| 1.                                                   | Sv. Marko                                            | Yohanan • (hebrejski) • Marcos • ماركوس Cirena, današnja Libija           | 43. – 68.                                            | prvi patrijarh Aleksandrije i autor Evanđelja po Marku; Evanđelist zemlje Egipta. Postao je mučenikom u Baukalisu (dijelu Aleksandrije) tijekom progona Kopta na čelu s rimskim carem Neronom.                                                                                            |
| 2.                                                   | Anijan                                               | Inanus • Θεοδόσιος • إنيانوس (Aleksandrija, Egipat)                       | 68. – 85.                                            | Aleksandrijski patrijarh. Sv. Anijan je svoju kuću pretvorio u crkvu, i kaže se da je poznata kao crkva sv. Marka koja se i danas nalazi u Aleksandriji. |
| 3.                                                   | Avilije                                              | Milieus • περιβάλο • محيط (Aleksandrija, Egipat)                          | 85. – 98.                                            | Bio je izabran za patrijarha Aleksandrije, koju službu je u miru obavljao 12 godina. Dok neki povjesničari tvrde da je car Domicijan protjerao Avilija s biskupskog trona, i postavio drugoga na njegovo mjesto, za takve tvrdnje nama povijesnih dokumenata koji bi poduprli takvu tezu. |

## II. stoljeće
| Redni broj | Papa/Patrijarh | Ime prije početka pontifikata latinski • grčki • arapski (mjesto rođenja) | Vrijeme pontifikata | Bilješke |
| ---------- | -------------- | ------------------------------------------------------------------------- | ------------------- | --- |
| 4.         | Kedron         | Kerdonou • Κερδώνα • محيط (Aleksandrija, Egipat)                          | 98. – 109.          | Aleksandrijski patrijarh. Postao je mučenikom tijekom progona kršćana za vrijeme vladavine rimskog cara Trajana. |
| 5.         | Primije        | Epriemou • Επρίμη • زاد ثلاثة أضعاف (Aleksandrija, Egipat)                | 109. – 121.         | Aleksandrijski patrijarh. Bio je jedan od trojice svećenika kojeg je zaredio sv. Marko Evanđelist. |
| 6.         | Justije        | Iostos • Ιόστως • نطة (Aleksandrija, Egipat)                              | 121. – 131.         | Aleksandrijski patrijarh. Bio je prvi dekan katehetske škole u Aleksandriji koju je ustanovio sv. Marko, a izabran je za papu Aleksandrije u vrijeme vladavine rimskog cara Hadrijana koji je progonio kršćane.              |
| 7.         | Eumen          | Oumenios • Ευμένης • يومينس (Aleksandrija, Egipat)                        | 131. – 141.         | Aleksandrijski papa. Bio je drugi dekan katehetske škole u Aleksandriji koju je ustanovio sv. Marko, a izabran je za patrijarha Aleksandrije u vrijeme vladavine rimskog cara Hadrijana koji je još uvijek progonio kršćane. |
| 8.         | Markijan       | Markianos • Μαρκιανός • مارقيان (Aleksandrija, Egipat)                    | 142. – 152.         | Aleksandrijski papa. Bio je treći dekan katehetske škole u Aleksandriji koju je ustanovio sv. Marko, a izabran je za patrijarha Aleksandrije u vrijeme vladavine rimskog cara Antonina Pia koji je progonio kršćane.         |
| 9.         | Keladion       | Kalavtianos • Κελαϊδώνης • ------ (Aleksandrija, Egipat)                  | 152. – 166.         | Aleksandrijski papa. Izabran je za patrijarha Aleksandrije u vrijeme vladavine rimskog cara Antonina Pia koji je progonio kršćane.                                                                                           |
| 10.        | Agripin        | Aghreppinios • Αγρεππινός • أجريبينوس (Aleksandrija, Egipat)              | 167. – 178.         | Aleksandrijski patrijarh. Izabran je za patrijarha Aleksandrije u vrijeme vladavine rimskog cara Marka Aurelija koji je progonio kršćane.                                                                                    |
| 11.        | Julijan        | Yulianus• Γιούλιαν • أجوليان (Aleksandrija, Egipat)                       | 178. – 188.         | Aleksandrijski patrijarh. Izabran je za patrijarha Aleksandrije u vrijeme vladavine rimskog cara Marka Aurelija koji je progonio kršćane.                                                                                    |
| 12.        | Dmitar I.      | Demetrios • Δημήτριος • أديمتريوس (Aleksandrija, Egipat)                  | 188. – 232.         | Aleksandrijski patrijarh. Izabran je za patrijarha Aleksandrije u vrijeme vladavine rimskog cara Septimija Severa koji je progonio kršćane.                                                                                  |

## III. stoljeće
| Redni broj | Papa/Patrijarh | Ime prije početka pontifikata latinski • grčki • arapski (mjesto rođenja) | Vrijeme pontifikata | Bilješke |
| ---------- | -------------- | ------------------------------------------------------------------------- | ------------------- | --- |
| 13.        | Heraklo        | Yaraklas • Θεοκλάς • أثيوكلاس (Aleksandrija, Egipat)                      | 232. – 248.         | Aleksandrijski papa. On je prvi patrijarh koji je službeno ponio hijerarhijski naslov "Papa", a kojeg rimski biskup nije koristio do šestog stoljeća. Izabran je za papu Aleksandrije u vrijeme vladavine rimskog cara Maksimina Tračanina koji je progonio kršćane. |
| 14.        | Dionizije      | Dionysius • Διονύσιος • ديونيسيوس (Aleksandrija, Egipat)                  | 248. – 264.         | Aleksandrijski papa. Bio je dekan katehetskeškole u Aleksandriji koju je ustanovio sv. Marko, a izabran je za patrijarha Aleksandrije u vrijeme vladavine rimskih careva Decija i Valerijana koji su kršćane izložili velikom progonu.                               |
| 15.        | Maksim         | Maximus • Μάξιμος • مكسيموس (Aleksandrija, Egipat)                        | 264. – 282.         | Aleksandrijski papa. Sudjelovao je u sinodi Antiohije kojom prilikom je izrazio protivljenje herezi Pavla Samosate. Tijekom njegovog pontifikata kršćane je progonio rimski car Aurelijan.                                                                           |
| 16.        | Teonije        | Theonas • Θεώνας • الآلهة (Aleksandrija, Egipat)                          | 282. – 300.         | Aleksandrijski papa. Euzebije Cezarejski, biskup i povjesničar ga naziva "stupom Crkve". |

## IV. stoljeće
| Redni broj | Papa/Patrijarh | Ime prije početka pontifikata latinski • grčki • arapski (mjesto rođenja) | Vrijeme pontifikata | Bilješke |
| ---------- | -------------- | ------------------------------------------------------------------------- | ------------------- | --- |
| 17.        | Petar I.       | Petros • Πέταρ • بيتار (Aleksandrija, Egipat)                             | 300. – 311.         | Aleksandrijski papa. On je bio posljednji mučenik koji je postao takvim za vrijeme Velikog progona kojeg su vodili rimski carevi Dioklecijan, Galerije i Maksimin Daja. |
| 18.        | Ahil           | Archelaos • Αχιλλάς • أخيلياس (Aleksandrija, Egipat)                      | 311. – 312.         | Aleksandrijski papa. Bio je dekan katehetske škole u Aleksandriji, braneći učenje kršćanstva. Za papu Aleksandrije je izabran u vrijeme vladavine cara Konstantina Velikog. |
| 19.        | Aleksandar I.  | Alexanderos • Αλέξανδρος • أالكسندر (Aleksandrija, Egipat)                | 312. – 328.         | Aleksandrijski papa. Dana 18. studenog 325. godine, sv. Aleksandar, 19. papa i patrijarh Aleksandrije, prisustvovalo je Prvom ekumenskom saboru u Niceji, a pratio ga je njegov arhiđakon, sv. Atanazije Aleksandrijski. |
| 20.        | Atanazije I.   | Athanasius • Αθανάσιος • أأثناسيوس (Aleksandrija, Egipat)                 | 328. – 373.         | Aleksandrijski papa. Sudjelovao je zajedno s papom Aleksandrom I. Prvom ekumenskom saboru u Niceji kao arhiđakon i napisao je nicejsko Vjerovanje, također poznato i kao pravoslavno vjerovanje ili Atanazijevo Vjerovanje. Većina zapadnjačkih protestanata, znanstvenika i teologa smatra ga najvećim liderom u kršćanstvu. |
| bb         | Grgur          | Grigorios • Γρηγόριος • غريغوري (Aleksandija, Egipat)                     | 340.(?) – 349.(?)   | Aleksandrijski papa, arijanac, na tron pape ga postavio car Konstancije II. Pošto je bio arijanac, sljedbenici nicejskog Vjerovanja ga nisu prihvatili te ga, stoga, koptski pravoslavci te bizantske pravoslavne i katoličke Crkve izostavljaju prilikom numeracije u svojim popisima papa.                                  |
| 20.        | Atanazije I.   | Athanasius • Αθανάσιος • أأثناسيوس (Aleksandrija, Egipat)                 | 328. – 373.         | Aleksandrijski papa (ponovno postavljen) |
| 21.        | Petar II.      | Petros • Πέταρ • بيتار (Aleksandrija, Egipat)                             | 373. – 381.         | Aleksandrijski papa. |
| 22.        | Timotej I.     | Timotheos • Τιμοθέος • الثيموثية عشب (Aleksandrija, Egipat)               | 381. – 385.         | Aleksandrijski papa. Sudjelovao je na Drugom ekumenskom koncilu u Konstantinopolu. |
| 23.        | Teofil I.      | Theophilus • Θεόφιλος • ثيوفيلوس (Aleksandrija, Egipat)                   | 385. – 412.         | Aleksandrijski papa. Sveti Teofil se borio protiv pagana, Arijanaca i antropomorfista, u čemu mu je značajnu potporu dao car Teodozije. Sv. Teofila je na apostolskom prijestolju naslijedio njegov nećak sv. Ćiril, 24. papa Aleksandrijske.                                                                                 |

## V. stoljeće
| Redni broj | Papa/Patrijarh             | Ime prije početka pontifikata latinski • grčki • arapski (mjesto rođenja) | Vrijeme pontifikata | Bilješke |
| ---------- | -------------------------- | ------------------------------------------------------------------------- | ------------------- | --- |
| 24.        | Ćiril I.                   | Kyrillos • Κύριλλος • سيريل (Aleksandrija, Egipat)                        | 412. – 444.         | Aleksandrijski papa. Poznat je kao "Stup vjere" te kao "Svjetiljka pravoslavne Crkve". Sveti je Ćiril 22. rujna 431. godine prisustvovao Trećem ekumenskom koncilu u Efezu kojom prilikom je ukorio i izopćio Nestorija, konstantinopolskog patrijarha koji je osporavao da je Djevica Marija (grč. Θεοτόκος - Theotokos), bila Bogorodica. |
| 25.        | Dioskur I.                 | Dioscorus • Διοσκόρος • بطاطا (Aleksandrija, Egipat)                      | 444. – 454.         | Aleksandrijski papa. održao se Drugi efeški sabor. Dioskura je 451. godine izopćio kalcedonski Sabor ali su ga i nadalje priznavali Miafiziti sve do njegove smrti 454. godine. Poznat je kao "Prvak pravoslavlja" i bio je posljednji papa i patrijarh Aleksandrije koji je prisustvovao "Zapadnom saboru", četvrtom ekumenskom saboru u Kalcedonu. Na Sabor je otišao u pratnji sv. Markarija, biskupa od Edkove. Car Marcijan i carica Pulherija su ga protjerali na otok Gangra, gdje je sv. Dioskur preminuo te je tu bio i sahranjen. |
| 26.        | Proterije                  | Inanus • Θεοδόσιος • إنيانوس (Aleksandrija, Egipat)                       | 451. – 457.         | Aleksandrijski papa, Kalcedonac, svrgnuo ga koptski Aleksandrijski sinod pod Timotejom II. Eilurosom |
| 27.        | Timotej II. Eiluros        | Timoteos • Τιμόθεο • الثيموثية عشب (Aleksandrija, Egipat)                 | 457. – 460.         | Aleksandrijski papa, Miafizit |
| 28.        | Timotej III. Salophakiolos | Timoteos • Τιμόθεο • الثيموثية عشب (Aleksandija, Egipat)                  | 460. – 475.         | Aleksandrijski papa, Kalcedonac, nisu ga priznavali Miafiziti |
| 29.        | Timotej II. Eiluros        | Timoteos • Τιμόθεο • الثيموثية عشب (Aleksandrija, Egipat)                 | 475. – 477.         | Aleksandrijski papa, Miafizit, ponovno postavljen |
| 30.        | Petar III. Mongus          | Petros • Πέταρ • بيتار (Aleksandrija, Egipat)                             | 477.                | Aleksandrijski papa, Miafizit |
| 31.        | Timotej III. Salofakiolos  | Timoteos • Τιμόθεο • الثيموثية عشب (Aleksandrija, Egipat)                 | 477. – 481.         | Aleksandrijski papa, Kalcedonac, (ponovno postavljen) |
| 32.        | Ivan I. Talaia             | Yoannis • Γιάννης • ايوأنس (Aleksandrija, Egipat)                         | 481. – 482.         | Aleksandrijski papa, Kalcedonac, ali ga nisu priznavali Miafiziti koji su nastavili da podržavaju Petra III. Mongusa |
| 33.        | Petar III. Mongus          | Petros • Πέταρ • بيتار (Aleksandrija, Egipat)                             | 482. – 490.         | Aleksandrijski papa, (ponovno postavljen), Miafizit |
| 34.        | Atanazije II.              | Atanasius • Αθανάσιος • أثناسيوس (El Balyana, Egipat)                     | 490. – 496.         | Aleksandrijski papa, Miafizit |
| 35.        | Ivan I. (II.)              | Yoannis • Γιάννης • ايوأنس (Aleksandrija, Egipat)                         | 496. – 505.         | Aleksandrijski papa, Miafizit |

## VI. stoljeće
| Redni broj                                       | Papa/Patrijarh     | Ime prije početka pontifikata latinski • grčki • arapski (mjesto rođenja) | Vrijeme pontifikata | Bilješke                      |
| ------------------------------------------------ | ------------------ | ------------------------------------------------------------------------- | ------------------- | ----------------------------- |
| 36.                                              | Ivan II. (III.)    | Yoannis • Γιάννης • ايوأنس (Aleksandrija, Egipat)                         | 505. – 516.         | Aleksandrijski papa, Miafizit |
| 37.                                              | Dioskur II.        | Dioscorus • Διόσκορος • ديسقورس (Aleksandrija, Egipat)                    | 516. – 518.         | Aleksandrijski papa, Miafizit |
| 38.                                              | Timotej III. (IV.) | Timotheos • Τιμοθέος • الثيموثية عشب (Aleksandrija, Egipat)               | 518. – 536.         | Aleksandrijski papa, Miafizit |
| 39.                                              | Teodozije I.       | Theodosios • Θεοδόσιος • اثيودوسيوس (Aleksandrija, Egipat)                | 536. – 567.         | Aleksandrijski papa, Miafizit |
| Pape i patrijarsi Aleksandrije nakon 536. godine |                    |                                                                           |                     |                               |

Godine 536. Aleksandrijska pravoslavna Crkva je povukla svoje priznanje Teodozija I. i izabrala Pavla za patrijarha, dok je Koptska pravoslavna Crkva u Aleksandriji nastavila priznavati Teodozija I.